# 横沥镇 (广州市)
横沥镇，是中华人民共和国广东省广州市南沙区下辖的一个行政建制镇。

## 行政区划
横沥镇下辖以下地区：
兆丰社区社区、新兴村、前进村、大元村、义沙村、长沙村、冯马一村、冯马二村、冯马三村、东方红村、太阳升村、群结村、新村、庙南村、七一村和庙贝农场。

## 交通

### 地铁
- █广州地铁18号线：橫瀝站